# Velilla de Valderaduey
Velilla de Valderaduey es una localidad española perteneciente al municipio de Villazanzo de Valderaduey, en la provincia de León, comunidad autónoma de Castilla y León.

## Geografía

### Ubicación
| Noroeste: Valdavida   | Norte: Castrillo de Valderaduey | Noreste: Renedo de Valderaduey   |
| Oeste: Villaselán     |                                 | Este: San Andrés de la Regla     |
| Suroeste Mozos de Cea | Sur: Carbajal de Valderaduey    | Sureste: Carbajal de Valderaduey |

## Historia
Esta localidad, situada en el este de la provincia de León, limitando con la provincia de Palencia, formó parte de la antigua merindad de Saldaña.
El patrón de Velilla tradicionalmente es San Martín de Tours, a quien está construida su iglesia. Debido a que la festividad de este santo se celebra en noviembre, la población festeja en agosto otras fiestas en honor a San Queremos.

## Demografía
Evolución de la población
| Gráfica de evolución demográfica de Velilla de Valderaduey entre 2000 y 2022 |
|                                                                              |
| Población de derecho (2000-2022) según el padrón municipal del INE           |